# 417 f.Kr.

## Händelser

### Efter plats

#### Grekland
- Efter att Aten och dess allierade har lidit nederlag i slaget vid Mantineia, utbryter en politisk dragkamp i staden. Alkibiades går samman med Nikias mot Hyperbolos, efterträdaren till den demagogiske politikern Kleon som förkämpe för folket. Hyperbolos försöker få antingen Nikias eller Alkibiades förvisad, men dessa två kombinerar sitt inflytande för att få atenarna att förvisa Hyperbolos istället.